# Respira hondo
Respira hondo (Deep Breath) es el primer episodio de la octava temporada de la serie británica de ciencia ficción Doctor Who, emitido en BBC One y estrenado simultáneamente en cines el 23 de agosto de 2014. Su autor es el show runner y productor ejecutivo de la serie, Steven Moffat, y su director es Ben Weatley. Constituye el debut oficial como titular de Peter Capaldi como el Duodécimo Doctor, y le acompaña Jenna Coleman como su acompañante Clara Oswald. También aparecen Neve McIntosh, Catrin Stewart y Dan Starkey como los personajes recurrentes Madame Vastra, Jenny Flint y Strax. Matt Smith también aparece de forma especial haciendo un cameo como el Undécimo Doctor, y hace su primera aparición Michelle Gomez interpretando a Missy.

## Argumento
En el Londres Victoriano, la policía llama al equipo de Paternoster, Madame Vastra, Jenny Flint y Strax, cuando de repente aparece un gigantesco tiranosaurio justo delante de la Casa del Parlamento. Vastra se da cuenta de que tiene algo atascado en la garganta, y poco después el dinosaurio escupe la TARDIS. De ahí aparece el Doctor, seguido por una confusa Clara. Mientras, el Doctor comienza a hablar delirando al dinosaurio y se esfuerza por recordar quiénes son las personas que le rodean, Clara explica a los otros que el Doctor se acaba de regenerar. Abrumado, el Doctor se desmaya, y los demás le llevan a su casa a descansar.
Vastra logra hacer que el Doctor se duerma, y después se enfrenta a Clara reprochándole su actitud llena de prejuicios hacia la nueva cara del Doctor. Clara admite que aún está intentando adaptarse al nuevo Doctor por su total diferencia con el anterior. Mientras, el Doctor se despierta y se dirige hacia el dinosaurio, al oír sus ruegos de ayuda por su soledad. Sin embargo, cuando llega, con sus amigos siguiéndole, el dinosaurio estalla en llamas. Furioso y en busca de respuestas, el Doctor descubre que éste no es el primer caso reciente de combustión espontánea en Londres, y después de ver un extraño hombre sin rostro al otro lado del río, se zambulle en el Támesis para comenzar su investigación...

### Continuidad
El Doctor menciona a la persona que escribió el artículo de "la chica imposible", y "la mujer de la tienda". Esa mujer fue mencionada por primera vez en Las campanas de Saint John, y fue la que le dio a Clara el número de la TARDIS del Doctor. Ambos sucesos ayudaron a que el Doctor y Clara se encontraran, pensando el Doctor hasta entonces que era una coincidencia. También se mencionan los hechos de La chica en la chimenea como relacionados con el argumento de la historia.

## Emisión y recepción

### Filtración antes de la emisión
El 6 de julio de 2014, se filtraron por internet los guiones completos de los cinco primeros episodios, incluido el de esta historia, por un error en la división de Latinoamérica de BBC Worldwide, haciendo que estos lanzaran un ruego de que se mantuvieran los guiones en secreto. También se filtró un video de Deep Breath, sin montar, en blanco y negro y sin efectos especiales, pero prácticamente completo. La BBC dijo que fue por culpa de que los ficheros se guardaron en un servidor de acceso público en sus nuevas instalaciones en Miami. Steven Moffat, en la London Film and Comic Con, dijo que la filtración fue un hecho "horrible, miserable y molesto".

### Emisión en televisión
El episodio se emitió simultáneamente en todo el mundo el 23 de agosto de 2014.

### Estreno en cines
El episodio se preestrenó en Cardiff el 7 de agosto de 2014, como parte de la gira mundial de promoción de la serie de 2014. También se realizaron preestrenos en otras paradas de la gira. Como ocurrió con El día del Doctor, Deep Breath se estrenó mundialmente en los cines participantes el 23 de agosto de 2014.  El episodio fue emitido en la medianoche del 23 de agosto en doce ciudades a lo largo de los Estados Unidos, y será proyectado en 550 cines el 25 de agosto. Las proyecciones en cines se acompañaron de una precuela de cinco minutos de duración.

## Recepción

### Recepción de la crítica
Tras la emisión, Deep Breath recibió alabanzas muy positivas de la crítica televisiva británica, con muchos alabando el guion de Moffat, la presentación y estilización del nuevo Doctor, y las interpretaciones de Capaldi y Coleman.
The Guardian respondió bien ante el episodio, calificando la interpretación de Capaldi como "intimidatoria, atrevida e intranquilizante", y alabó la dirección de Bean Wheatley en los momentos más tensos del episodio, calificándolos como "el material del que están hechos el verdadero terror y la maravilla". The Mirror criticó el cameo de Matt Smith como el Undécimo Doctor. Sin embargo, calificó como el episodio de "impecable" y dijo que Capaldi "tiene todas las características de un gran Doctor".
El episodio también tuvo por otra parte bastantes críticas negativas, la más notable la de Forbes, que calificó la historia como "extrañamente recesiva, poco heroica y aburrida" y calificó a ambos personajes de Capaldi y Coleman como "insípidos".

### Recepción de la audiencia
La emisión simulcast del episodio consiguió una audiencia media de 6,79 millones de espectadores en el Reino Unido, alcanzando un pico de 6,96 millones de espectadores, y un share del 32,5%, casi un tercio del total de todos los espectadores. En Estados Unidos, el estreno en BBC America tuvo una audiencia de 2,2 millones de espectadores, la audiencia más alta de la cadena en un sábado, y solo superada por la emisión de El día del Doctor, además de situarse muy por encima del estreno de la séptima temporada en 2012. En Australia, el episodio tuvo un total de 858.000 espectadores en ABC, 148.000 en el simulcast a las 4:30 de la madrugada, y 710.000 en la repetición en prime time a las 7:40 de la tarde.

## Publicaciones comerciales
Deep Breath se publicará individualmente en DVD y Blu-Ray en Reino Unido el 8 de septiembre de 2014, en Estados Unidos el 9 de septiembre, y en Australia el 10 de septiembre. Más tarde, se publicará junto a la octava temporada completa en DVD y Blu-Ray en Reino Unido el 17 de noviembre de 2014, y en Australia el 19 de noviembre.